# Rivière Poularies
Rivière Poularies är ett vattendrag i Kanada.   Det ligger i provinsen Québec, i den sydöstra delen av landet, 400 km nordväst om huvudstaden Ottawa.
Omgivningarna runt Rivière Poularies är en mosaik av jordbruksmark och naturlig växtlighet. Runt Rivière Poularies är det mycket glesbefolkat, med 5 invånare per kvadratkilometer.